# Euhebardula suffusa
Euhebardula suffusa är en kackerlacksart som först beskrevs av Walker, F. 1868.  Euhebardula suffusa ingår i släktet Euhebardula och familjen småkackerlackor. Inga underarter finns listade i Catalogue of Life.